# Dolls (pel·lícula de 1912)
Dolls és una pel·lícula muda produïda per l'Éclair America estrenada el 27 d'agost de 1912 i protagonitzada per Barbara Tennant. Les crítiques del moment destacaven el paper de Tennant i que la seva interpretació s'adeia molt bé amb el caràcter del personatge.

## Argument
El pare de Nellie Simpson mor deixant-li només uns pocs dòlars i sense cap mitjà per guanyar-se la vida. És acollida pel Dr. Day i la seva dona fins que es decideixi que es pot fer per ella. Se la veu tan trista que el Dr. Day busca algun al·licient per animar-la i se l'emporta a fer la seva ronda de visites mèdiques. Arriben a la casa d'una dona molt pobre que té una única filla paral·lítica. Betty, que ni tan sols és capaç d'asseure's. Mentre parla amb la petita, Nellie descobreix un drap al llit amb el que modela una nina grollera. Quan Betty la veu, s'emociona tant i li agraeix de tal manera que el Dr. Day li promet que li comprarà una nina de veritat i si Nellie la vesteix, i l'acord queda segellat. Quan porten la nina a Betty, un home ric l'envia perquè vinguin a veure la seva filla Lily de cinc anys que s'ha quedat sense mare. La nena crida perquè vol la nina, i el seu pare contracta a Nellie perquè vesteixi totes les nines de Lily. Ell s'enamora d'ella i acaben promesos.

## Repartiment
- Clara Horton (Lily Carr)
- Barbara Tennant (Nellie Simpson)
- Leslie Stowe (Dr. Day)
- Robert Frazer (Anson Carr)
- Julia Stuart (Mrs. Day)
- Fred Nesbit (George Simpson, pare de Nellie)
- Isabel Lamon (cuidadora de Lily)